# Carlos González Bueno
Carlos José González-Bueno y Bocos (Zaragoza, 14 de agosto de 1898-Madrid, 12 de febrero de 1984) fue un cirujano español, presidente de la Organización Médica Colegial de España.

## Biografía
Nació en Zaragoza el 14 de agosto de 1898. Fue discípulo de los doctores Madinaveitia y Peláez, a los que sucedió como jefe en el Servicio de Cirugía de Aparato Digestivo del Hospital Provincial de Madrid (actual Hospital Gregorio Marañón). Trabajó también en el Servicio Quirúrgico de Aparato Digestivo de la Clínica de la Concepción.
Junto con los doctores González Mogena y Marina Fiol organizó una serie de cursos anuales de su especialidad médico-quirúrgica, en la que participaron como docentes destacados especialistas internacionales. Además, participó como ponente en congresos profesionales tanto en España  como en el extranjero, y fue autor de numerosas publicaciones científicas.
Fue presidente del Colegio Oficial de Médicos de Madrid por nombramiento directo, desde noviembre de 1943 hasta febrero de 1946; fecha en la que fue designado presidente de la Organización Médica Colegial de España hasta 1948, en la que fundó el Boletín del Consejo General de los Colegios Médicos de España. Presidió la Academia Médico-Quirúrgica, y fue miembro de la Asociación Internacional de Cirujanos y de la Asociación de Cirugía de Madrid.
También fue nombrado vocal del Consejo Nacional de Sanidad.
En 1965 sucedió al marqués de la Valdavia como presidente de la Diputación Provincial de Madrid. Fue también consejero en la empresa Citroën Hispania. Fue sucedido el 8 de febrero de 1976 por José Martínez Emperador.
Falleció en Madrid, el 12 de febrero de 1984.

## Condecoraciones
- Gran Cruz de la Orden Civil de Sanidad
- Cruz de Honor de la Orden de San Raimundo de Peñafort[9]
- Cruz de la Orden Civil de la Beneficencia
- Gran Cruz de la Orden de Alfonso X el Sabio